# Roland Graupner
Roland Graupner är en östtysk kanotist.
Han tog bland annat VM-guld i K-4 500 meter i samband med sprintvärldsmästerskapen i kanotsport 1978 i Belgrad.